# دانتون ابی (فیلم)
دانتون ابی (انگلیسی: Downton Abbey) یک فیلم در ژانر درام تاریخی و به کارگردانی مایکل انگلر است که از سوی فوکس فیچرز در ۱۳ سپتامبر ۲۰۱۹ منتشر شده‌است.
این فیلم ادامه‌ای بر مجموعه تلویزیونی‌ای به همین نام ساخته جولین فلوز است که در آی‌تی‌وی از ۲۰۱۰ تا ۲۰۱۵ به نمایش درآمد.

## بازیگران
- هیو بونه‌ویل
- لورا کارمایکل
- میشل داکری
- جوآن فروگات
- الیزابت مک‌گاورن
- مگی اسمیت
- پنلوپه ویلتون
- کیت فیلیپس